# レーティッシュ鉄道EW II系客車

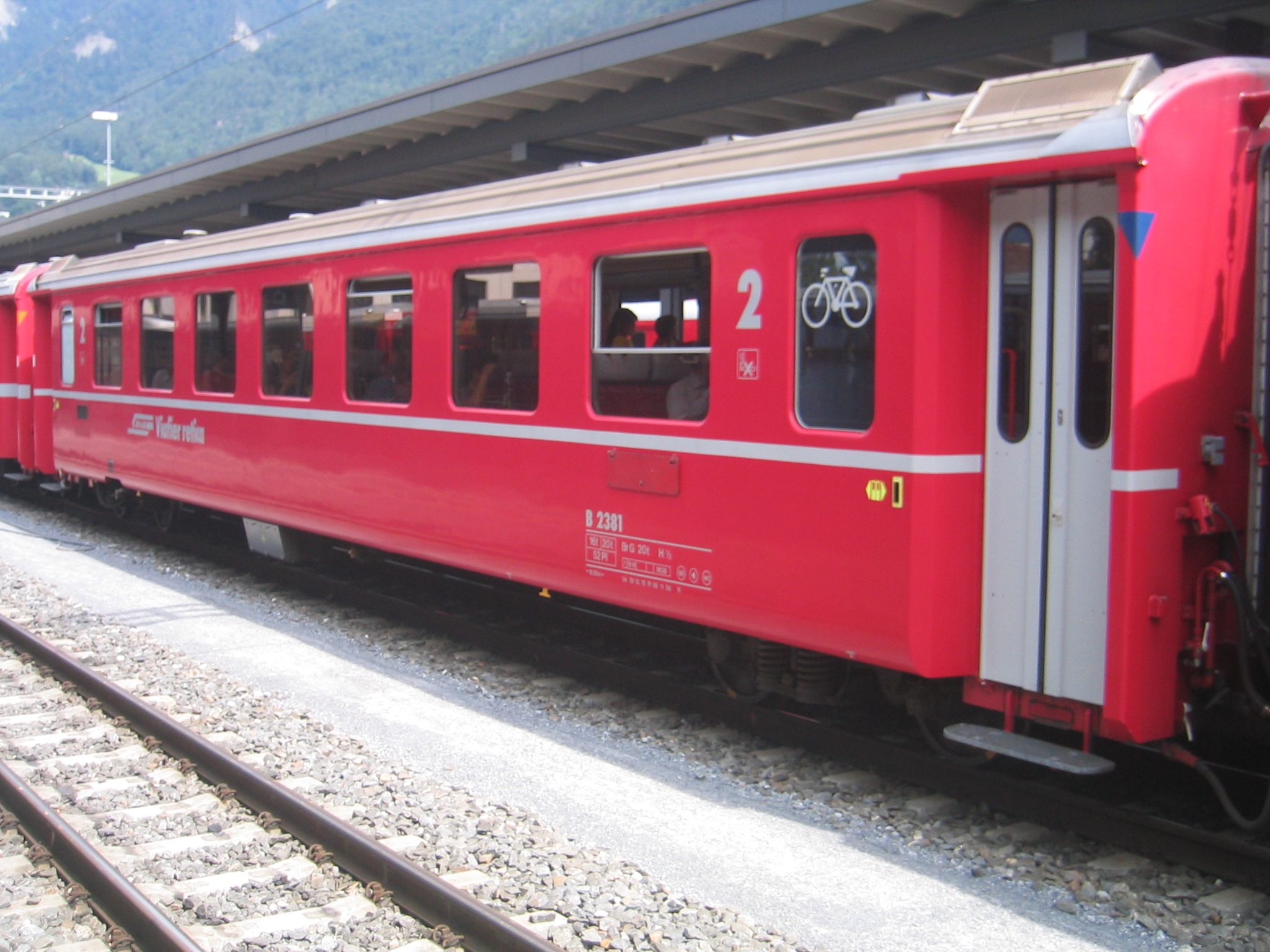
EW II系、本線系統用18.5 m級の2等車、B 2374-2383、2421-2450形のB 2381号車

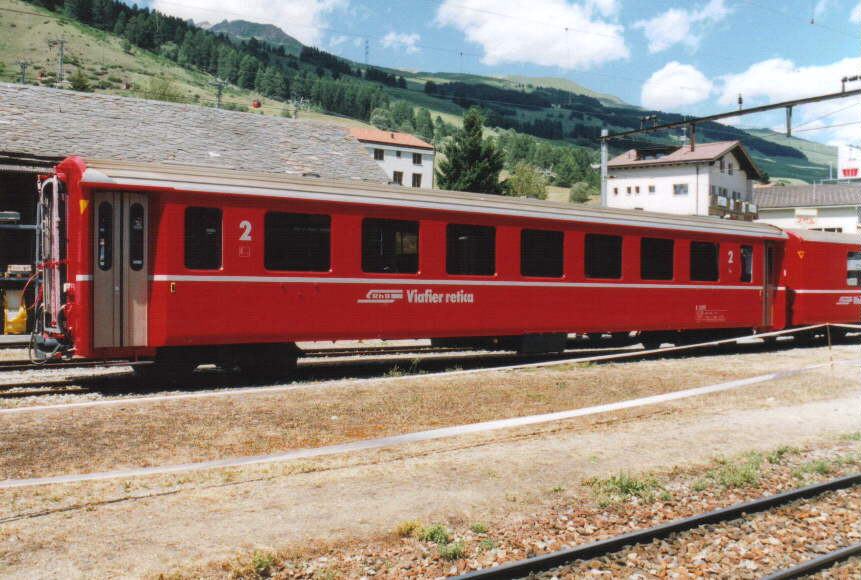
EW II系、本線系統用18.5 m級の2等車、B 2374-2383、2421-2450形、シュクオール・タラスプ駅

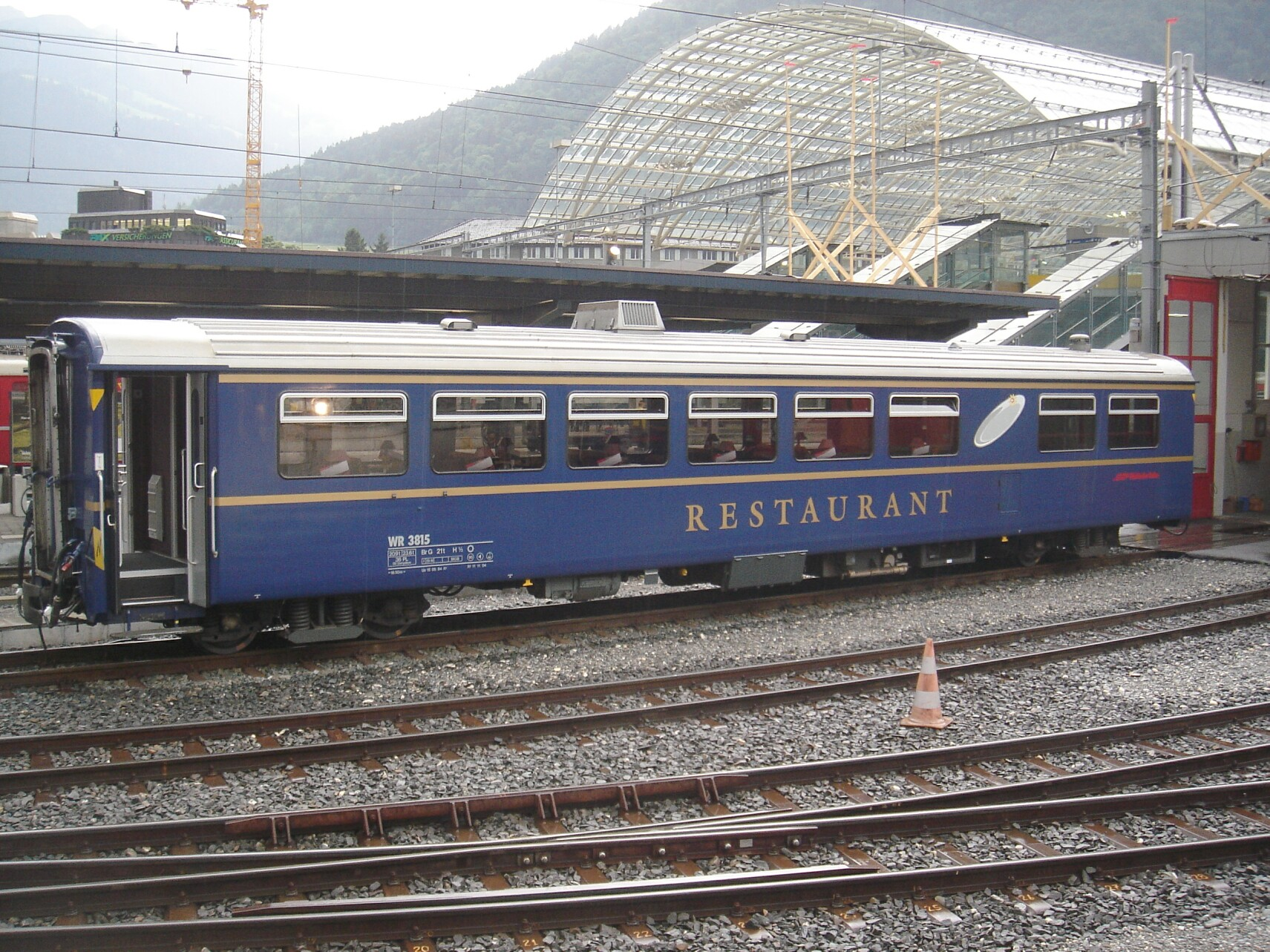
EW II系の食堂車、WR 3815形のWR 3815号車

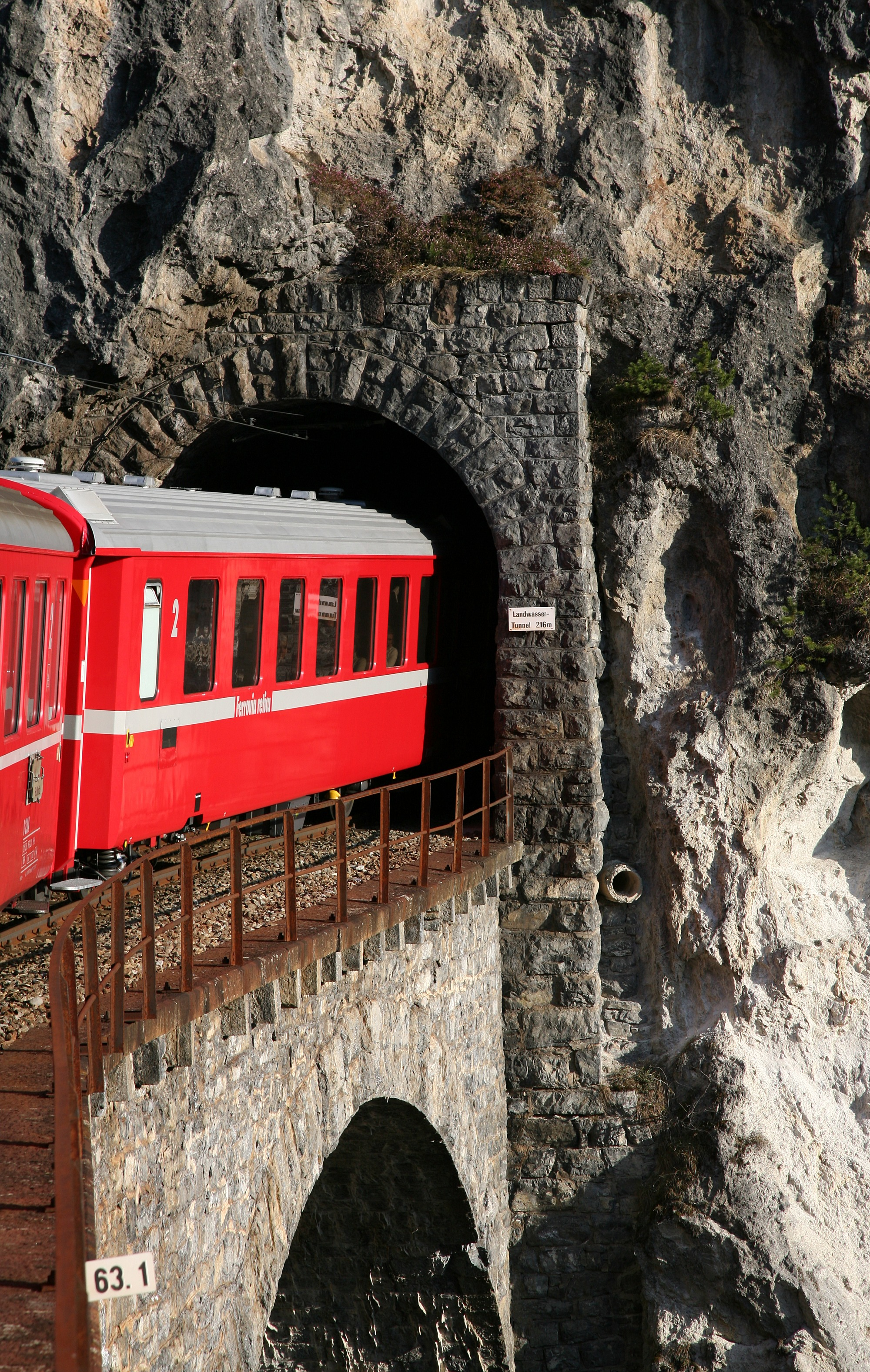
EW II系、B 2374-2383、2421-2450形、2004年以降採用されている新塗装

レーティッシュ鉄道EW II系客車（レーティッシュてつどうEW IIけいきゃくしゃ）は、スイスのレーティッシュ鉄道（Rhätischen Bahn (RhB)）で使用される客車である。

## 概要
1960年代以降レーティッシュ鉄道ではFFA製のEW I系狭軌用標準型客車をEW I系として計138両を導入していたが、本系列はこの増備型として同じくFFA製のEW II系をEW II系として計68両を導入したものであり、客室の等級や使用路線による全長の違いなどによって多くの形式に分かれている。なお、スイスの狭軌私鉄用の標準型客車はレーティッシュ鉄道で使用しているFFA製のEW I、EW II、EW III、PA 90型のほか、SIG製のEW I、EW II系、SWP製のEW I系、ACMV製のEW I、EW II系などがある。

## 仕様

### 車体
- 本系列は全長や客室の等級などのバリエーションがあるが、いずれも共通の車体構造となっており、EW I系と同じアルミ製であるが、車体構造は押出し型材を使用した新しいものとしている。
- 車体の側面は平滑で窓は2等室は1,200 mm、高さ950 mm、1等室は1,400 mm、高さ950 mmの下降窓とEW I系と同寸法であるが、保温、防音のため複層ガラスとなっている。このほか、窓とガラスの段差が小さく、車体端の乗降扉部分の車体幅や屋根の絞り込みがないなど角ばった外観となっている。
- 乗降扉は有効幅720 mmの2枚観音開き扉で、ホームからはステップ2段を介して乗車し、トイレや荷物置場のあるデッキから客室へ入る。
- 2等室は2+2列の4人掛け、シートピッチがEW I系の1,550 mmから1,780 mmに拡大された固定式クロスシートでヘッドレスト付き。1等室は1+2列の3人掛け、シートピッチ2,067 mmの固定式クロスシートで、座席は大型のヘッドレスト付である。
- このほか、荷棚はシート上に枕木方向もしくはレール方向に、室内灯はカバー付の蛍光灯が天井中央に1列に設置されているほか、車内放送用のスピーカー等が客室に装備されている。また、客室は禁煙室と喫煙室に分かれている形式が多く、仕切り壁が設置されている。
- 1990年から"REFIT"と呼ばれる更新プログラムが実施されており、内装の更新、座席の交換、荷棚をレール方向へ変更、喫煙・禁煙室間仕切りのガラス化、扉の自動化、トイレのシステム更新、車端部に強制換気装置の設置などの改造が施工されている。
- 塗装ほか
  - 1970年代の車体塗装は緑をベースに窓下に白帯、扉が金色で、側面中央に金色でRhBの旧タイプのロゴが、その下に小さく車番が入り、扉横に客室の等級番号が、1等車の窓上には黄色の細帯が入る。また、屋根および屋根上機器が銀、床下機器と台車はダークグレーであった。
  - 1980年代以降は全車車体塗装が赤で側面窓下の帯が銀、側面左側帯下に新ロゴが入るものとなった。車番および各種標記が側面右下に、等級番号は窓横に入っている。
  - 2004年からさらに塗装が変更され、窓下の銀帯が太くなり、車体左寄りの帯部に社名のレタリングが入り、右寄りの帯中にグラウビュンデン州のロゴが入る。扉は銀であるが、車体の銀帯と連続して一部に赤帯が入り、全室1等車の窓上の黄色帯は車端部の扉横部分のみとなっている。

### 装備

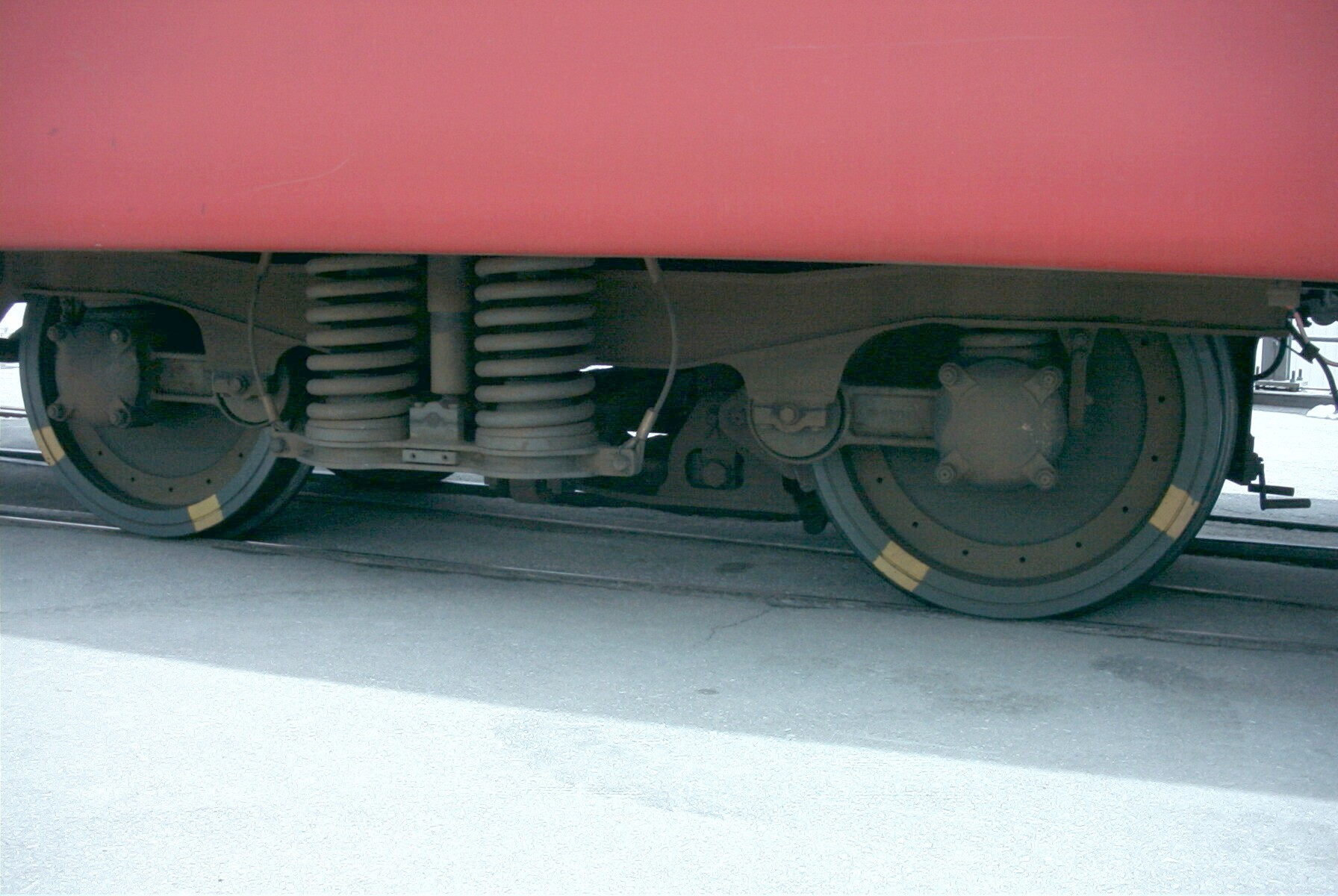
B 2422号車のSWP74台車

- 客車で使用する電力は室内灯などは車軸発電機と蓄電池から直流36 Vが供給され、暖房用には機関車から交流300 V16 2/3 Hz（本線系統）、直流1,000 V（ベルニナ線）もしくは2,400 V（クール・アローザ線）が供給される。
- クール・アローザ線用車は暖房電源の引通し用に車端部屋根上に電気連結器を設置していたが、1997年の同線の電気方式の交流化に伴い撤去されている。
- 台車はEW I系のSIG製のものより乗心地と整備性の向上を図った軸距1,800 mm、車輪径750 mmの鋼板溶接組立式台車のSWP 74タイプとなり、最高速度も当初から90 km/hとなっている。なお、この台車はこの後のEW III系にも使用されている。。
- 台車の軸箱支持方式は軸梁式、枕バネはコイルバネとなっており、ラック区間を走行する車両はアブト式のブレーキ用ピニオンを装備しており、軸距が900+1,100 mmの2,000 mmとなっている。

### 本線系統用
- A 1263-1270形
- AB 1561-1570形
- B 2374-2383、2421-2450形
  - 本線系統用の全長18.5 m級の車両で、窓扉配置はA 1263-1270形がD161D（扉-トイレ窓-1等室-デッキ窓-扉）、AB 1561-1570形がD341D（扉-1等室-2等室-デッキ窓-扉）、B 2374-2383、2421-2450形がD171D（扉-トイレ窓-2等室-デッキ窓-扉）となっており、2等室のシートピッチ拡大に伴い2等室の窓数も減少している。
  - 全長が長いため当初は本線系統のみで使用されていたが、1985年以降氷河急行でのマッターホルン・ゴッタルド鉄道[6]線への乗入れにも使用されており、一部車両はこれに際して片側の台車をブレーキ用ピニオンを装備のものに変更している。
  - B 2383号車は1989年から95年にかけてEW IV系に向けたテストとして、スライド式プラグドアを設置していた。

### ベルニナ線、クール・アローザ線用
- A 1261、1262形
- BD 2471-2474形
  - ベルニナ線用に用意された1等車と2等/荷物車で、ベルニナ線の最小曲線半径が50 mと小さく、車両の全長が16.5 mに制限されていたために全長15 m級と16.5 m級で製造されており、窓扉配置はA 1261、1262形がD14D（扉-トイレ窓-1等室-扉）、BD 2471-2474形がD141D1（扉-トイレ窓-2等室-荷物室窓-荷物扉-荷物室窓）である。
  - A 1261、1262形は1973年に運転が開始されたベルニナ急行用に製造されたベルニナ線用としては初の全室1等車である。また、冬季のベルニナ急行のシーズンオフにはクール・アローザ線で使用するため車端部屋根上に直流2,400 V用の暖房用電気連結器を設置していた。
  - BD 2471-2474形はEW III系とともにベルニナ急行用として使用されており、その際には窓周囲を濃茶とした専用塗装となっていた。

### Ge4/4I、ABe4/4 501-504形のシャトルトレイン用
- BDt 1721-1723形

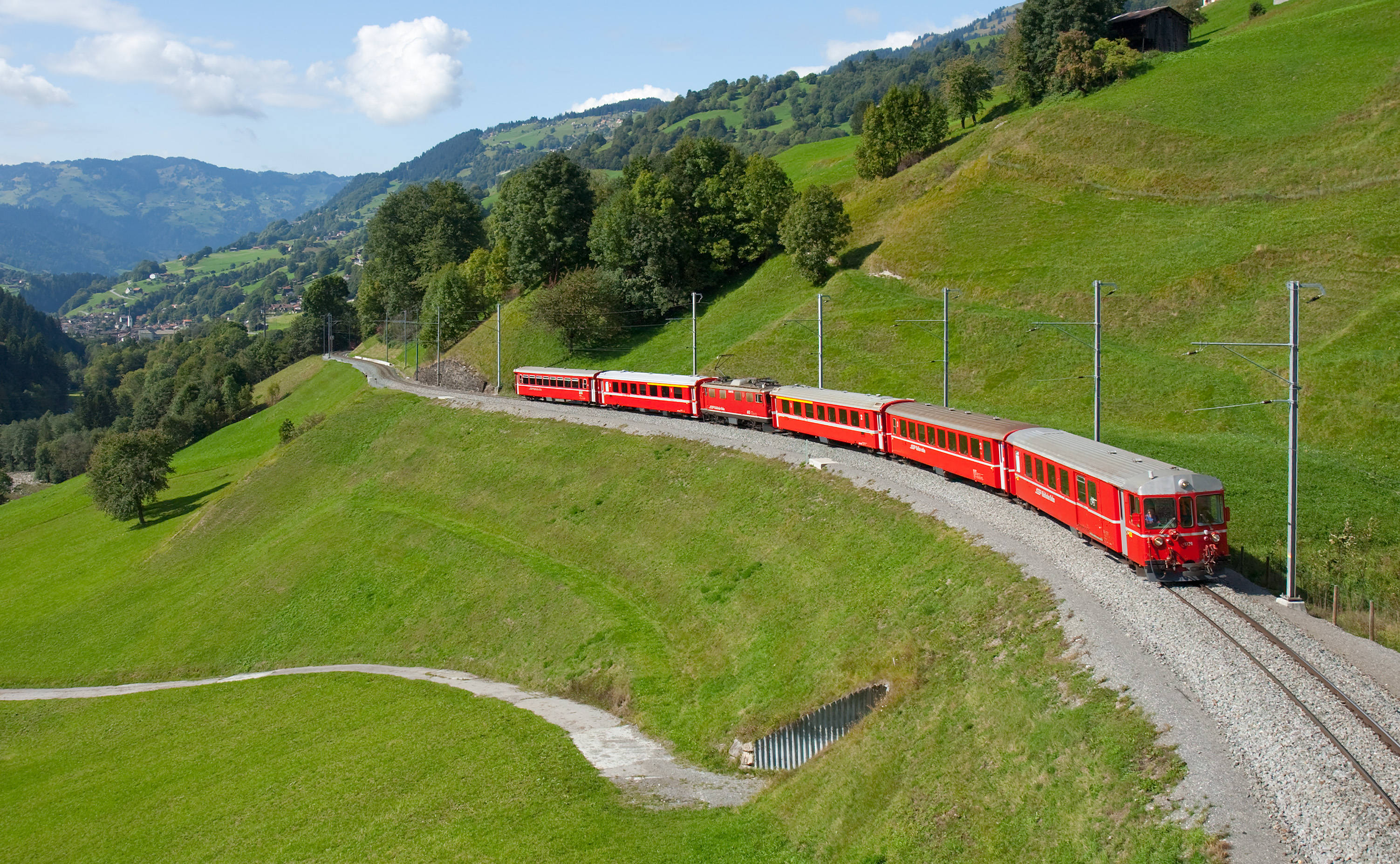
EW II系の制御車、BDt 1721号車とGe4/4^{I}形によるシャトルトレイン

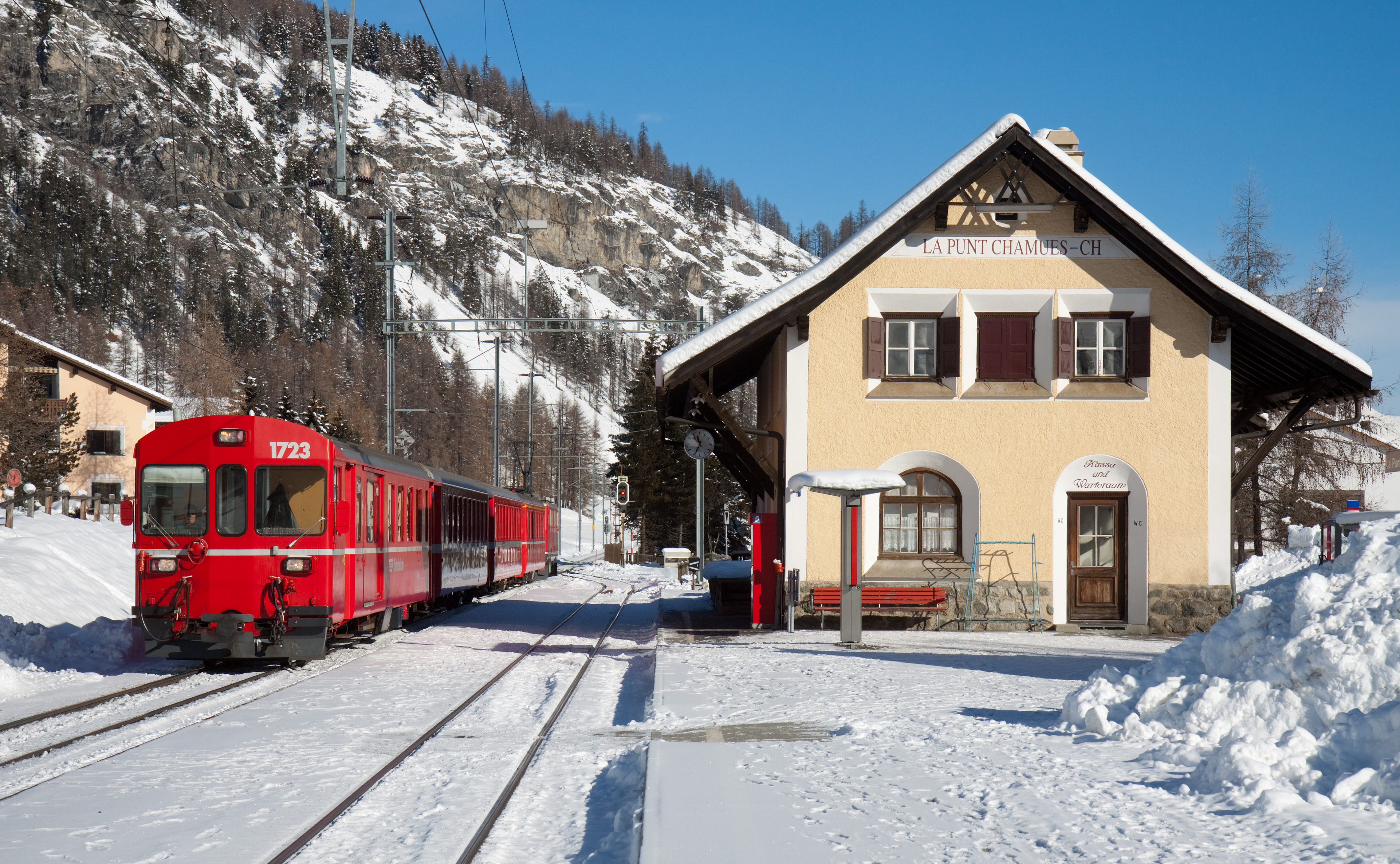
前面改造後のBDt 1723号車とGe4/4^{I}形によるシャトルトレイン

  - 本線系統のシャトルトレインの制御客車として製造された2等/荷物車で、窓扉配置は2D1D141D（乗務員室窓-扉-荷物室窓-荷物扉-荷物室窓-2等室-デッキ窓-扉）であり、自動扉や強制換気装置、車外スピーカを装備する。運転室は長さ1,527 mmで運転台は機関車と同等のタイプ、正面は3面折妻で中央に幅の狭い貫通扉を持ち、先頭部床下と先頭側台車前にスノープラウを装備している。
  - ABe4/4 501-504形電車と編成を組み、エンガディン線やサメーダン-ポントレジーナ間、ダヴォス-フィリズール間などでのシャトルトレインとして使用される。
  - その後1986年以降Ge4/4I形電気機関車を更新してシャトルトレインを拡大することとなり、1956年製のAB 1514-1518、B 2370-2340号車をシャトルトレイン用に改造したものとAB 1513号車を改造した制御客車BDt1731号車とともにBDt 1721、1722号車が使用され、ABe4/4 501-504形の廃車後は1723号車も主にGe4/4I形と使用されている。
  - 90年代には正面貫通扉が埋められており、さらにBDt 1723号車は前照灯をスイスの鉄道車両で標準となっている前照灯と尾灯が一体となった角型のものに交換され、正面上部が銀色から赤に変更されている。

### 食堂車
- WR 3815形
  - 氷河急行用に製造された食堂車で、車体の1/3をキッチン、残りをレストランとして2+1の座席配置で4人掛×6テーブルと2人掛×6テーブルを設置している。
  - 側面窓は下部固定、上部がスイング式内開き式のもので、塗装は標準的な客車のものをベースにレストラン部窓下に"Restaurant"のレタリングが入るものであったが、現在では青をベースに窓の上下に金色の細帯が、側面下部中央に"RESTAURANT"のレタリングが入るものに変更されている。
  - その後製造された2両固定編成の食堂車WR 3816、3817形とともに氷河急行の食堂車として使用されていたが、2006年以降主要な氷河急行にはGEX2006が使用されるようになったため、一部の氷河急行と臨時列車等に使用されている。
  - 片側の台車がFFA製の軸梁式台車となっており、片側台車にブレーキ用ピニオンが装備されているほか、屋根上には強制換気装置が設置されている。

### 主要諸元
- 軌間：1,000 mm
- 全幅：2,650 mm
- 全高：3,540 mm（標準）
- 床面高：950 mm
- 軸距：1,800 mm（ブレーキ用ギヤ付台車は2,000 mm）
- シートピッチ：2,057 mm（1等車）、1,720 mm（2等車）
- ブレーキ装置：空気ブレーキ（制御車）、真空ブレーキ、手ブレーキ
- その他、形式別の諸元は以下の通り

| 形式                     | 製造年  | 製造両数 | 使用可能路線       | 使用路線           | 台車形式 | 全長[mm] | 台車中心間 [mm] | 自重[t] | 定員（1等） [名] | 定員（2等） [名] | 荷重[t] | 最高速度 [km/h] |
| ------------------------ | ------- | -------- | ------------------ | ------------------ | -------- | -------- | --------------- | ------- | ---------------- | ---------------- | ------- | --------------- |
| A 1263-1270形            | 1977-78 | 8        | StN/MGB*1          | StN/MGB*1          | SWP74    | 18500    | 12830           | 15.0*2  | 36               | -                | -       | 90              |
| AB 1561-1570形           | 1975-76 | 10       | StN/MGB*1          | StN/MGB*1          | SWP74    | 18500    | 12830           | 15.0*3  | 18               | 28               | -       | 90              |
| B 2374-2383、2421-2450形 | 1976-80 | 40       | StN/ChA/BB/MGB*1,4 | StN/ChA/BB/MGB*1,4 | SWP74    | 18500    | 12830           | 15.0*5  | -                | 52               | -       | 90              |
| A 1261、1262形           | 1978    | 2        | StN/ChA/BB/MGB*1   | StN/ChA/BB/MGB*1   | SWP74    | 14910    | 9240            | 15.0    | 30               | -                | -       | 90              |
| BD 2471-2474形           | 1982    | 4        | SrN/ChA/BB/MGB*1,6 | SrN/ChA/BB/MGB*1,6 | SWP74    | 16450    | 10780           | 14.0    | -                | 30               |         | 90              |
| BDt 1721-1723形          | 1982    | 3        | StN                | StN                | SWP74    | 18500    | 12830           | 15.0    | -                | 30               | 2       | 90              |
| WR 3815形                | 1984    | 1        | StN/BB             | StN/BB             | FFA      | 18500    | 12830           | 20.9    | （36）*7         | -                | -       | 90              |

- 脚注：*1：MGBは1985年から、*2：ブレーキ用ギヤ付車は16.5t、*3：ブレーキ用ギヤ付車は16.8t、*4：ベルニナ線はアルプ・グリュムまで、*5：ブレーキ用ギヤ付車は16.1t、*6：CｈAは1985年から、*7：レストラン座席数
- 凡例:StN：本線系統、ChA：クール・アローザ線、BB：ベルニナ線、MGB：マッターホルン・ゴッタルド鉄道線

## 同形車

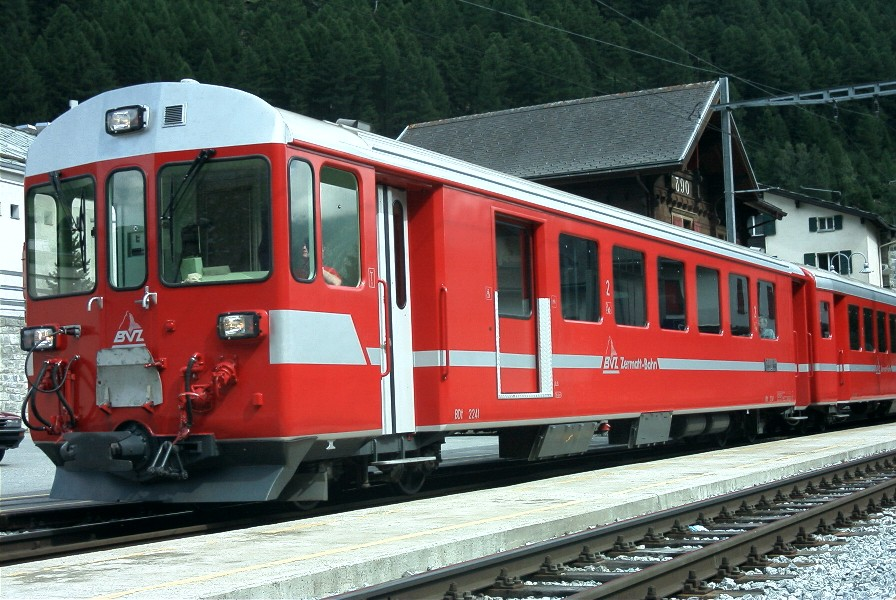
BVZのEW II型、BDt 2241号車、レーティッシュ鉄道のBDt 1721-1723号車と同スタイル

- FFA社のEW II型は合計105両が製造され、レーティッシュ鉄道のほか、以下のようにスイス国内の各私鉄で使用されている。
  - ブリーク-フィスプ-ツェルマット鉄道[7]：2等制御客車2両（現在では2等/荷物制御客車に改造）
  - ルツェルン-シュタンス-エンゲルベルク鉄道[8]：1/2等制御客車3両、2等車7両
  - ベルン-ソロトゥルン地域交通[9]：1/2等制御客車5両（現在ではベルナーオーバーラント鉄道へ譲渡）
  - ザンクト・ガレン-ガイス-アッペンツェル-アルトシュテッテン電気鉄道[10]：1/2等制御客車5両
  - アッペンツェル鉄道[11]：1/2等制御客車3両
  - ジュラ鉄道[12]：1/2等制御客車4両、2等/荷物制御客車2両、2等車6両